# Oleksandrivka, Dolînska
Oleksandrivka (în ucraineană Олександрівка) este localitatea de reședință a comunei Oleksandrivka din raionul Dolînska, regiunea Kirovohrad, Ucraina.

## Demografie
Componența lingvistică a localității Oleksandrivka
     Ucraineană (96,86%)
     Rusă (2,26%)
     Alte limbi (0,75%)
Conform recensământului din 2001, majoritatea populației localității Oleksandrivka era vorbitoare de ucraineană (96,86%), existând în minoritate și vorbitori de rusă (2,26%).